# Je ne suis pas mort (film)
Ne doit pas être confondu avec Je ne suis pas mort.
Pour plus de détails, voir Fiche technique et Distribution.
Je ne suis pas mort est un film dramatique français réalisé par Mehdi Ben Attia et sorti en 2013.

## Synopsis
Yacine est un bel étudiant en sciences politiques d’origine maghrébine. Il gagne aussi sa vie comme coursier pour payer ses études et habite chez son frère Djamel dans un modeste appartement parisien. Richard, son professeur de philosophie politique, lui propose de manière inattendue de l'aider à décrocher un stage à l’Élysée. Mais une nuit, Yacine se réveille en transe. Il se précipite chez son professeur et apprend qu'il est mort...

## Fiche technique
- Titre : Je ne suis pas mort
- Réalisation : Mehdi Ben Attia
- Scénario : Mehdi Ben Attia et Olivier Laneurie
- Musique : Karol Beffa
- Photographie : Grégoire de Calignon
- Montage : Emmanuelle Castro
- Producteur : Florence Laneurie et Orly Dahan
- Production : Mercredi Films et Motek Films
- Distribution : Zelig Films Distribution
- Pays :  France
- Durée : 99 minutes
- Genre : drame
- Dates de sortie : 
  -  France : 7 août 2013

## Distribution
- Mehdi Dehbi : Yacine
- Maria de Medeiros : Éléonore
- Emmanuel Salinger : Richard
- Driss Ramdi : Jamel
- Judith Davis : Elodie
- Laurent Bateau : Eugène
- Albert Delpy : Michel
- Slimane Dazi : Brahim
- Nicolas Maury : Antoine Deloÿs
- Salim Kechiouche : Abdallah
- Alain Azerot : Carise
- Dimitri Storoge : Azor
- Karol Beffa : Le Professeur Berthier
- Loïc Legendre : Le vigile à Matignon
- Nawel Ben Kraiem : épouse de Brahim
- Aleksandra Yermak : la conseillère de l'Elysée